# Max Schneider (historien de la musique)
Pour les articles homonymes, voir Max Schneider et Schneider.
Max Schneider, né le 20 juillet 1875 à Eisleben et mort le 5 mai 1967 à Halle-sur-Saale, est un historien allemand de la musique. 

## Biographie
Max Schneider naît le 20 juillet 1875 à Eisleben. Il étudie la musicologie à l'université de Leipzig avec Hermann Kretzschmar et Hugo Riemann et la composition avec Salomon Jadassohn. Après avoir été second Kapellmeister à Halle de 1897 à 1901, il poursuit ses études d'histoire de la musique avec Kretzschmar. En 1904, il s'installe à Berlin, où il travaille de 1905 à 1915 comme «assistant scientifique» à la Alte Bibliothek. 
Au Königliches Musik-Institut Berlin (de) Schneider apprend l'orchestration et reçoit le titre de professeur en 1913. En 1915, il accepte un poste de professeur à l'Université de Breslau ; deux ans plus tard, il obtient son doctorat avec une thèse sur les débuts du basso continuo. À Breslau, il est à partir de 1927 directeur de la Hochschule für Kirchenmusik der Evangelischen Kirche der schlesischen Oberlausitz (de). En 1928, il succède à Arnold Schering comme professeur de musicologie à l'Université Martin-Luther-Halle-Wittenberg. Après 1933, Schneider est membre des organisations National Socialist Teachers League, Nationalsozialistischer Deutscher Dozentenbund, Nationalsozialistischer Altherrenbund (de), et du Reichsluftschutzbund. En décembre 1938, il démissionne de son poste de doyen de la faculté de philosophie, qu'il occupait depuis 1936, "à cause des conséquences de la" politique de Rosenberg " . 
Après 1945, il a rejoint la Fédération des syndicats allemands libres. Il  enseigne bien au-delà de son émérite en 1950 jusqu'en 1962. En outre, il  enseigne l'histoire de la musique et le jeu de partitions à la Staatliche Hochschule für Theater und Musik Halle (de) fondée en 1947. 
En 1947, Schneider publie le Bach-Jahrbuch 1940-1948 de la Neue Bachgesellschaft (Volume 37. In it: Arnold Schering deceased) est publié par Breitkopf & Härtel, Leipzig et est co-éditeur de l' Archiv für Musikwissenschaft (de)  (1918–1927), le Händel-Jahrbuch (de) (1955–1967), le Hallische Händel-Ausgabe (à partir de 1955) ainsi que la série Musikgeschichte in Bildern (de) (à partir de 1961). Il traite presque exclusivement de l'histoire de la musique de la fin du 16e au milieu du 18e siècle, en particulier de la pratique de la performance et du matériel source. Schneider publie d'importantes études sur la biographie de Johann Sebastian Bach et les sources de ses œuvres et aide à réhabiliter Georg Philipp Telemann. 
De 1955 à 1967, il a été président de la Georg-Friedrich-Händel-Gesellschaft (de) à Halle. En 1961, il reçoit le prix de musique Haendel. 
Max Schneider meurt le 5 mai 1967 à Halle-sur-Saale. Sa tombe est située à St. Laurentius (de) à Halle.